# Orfeus

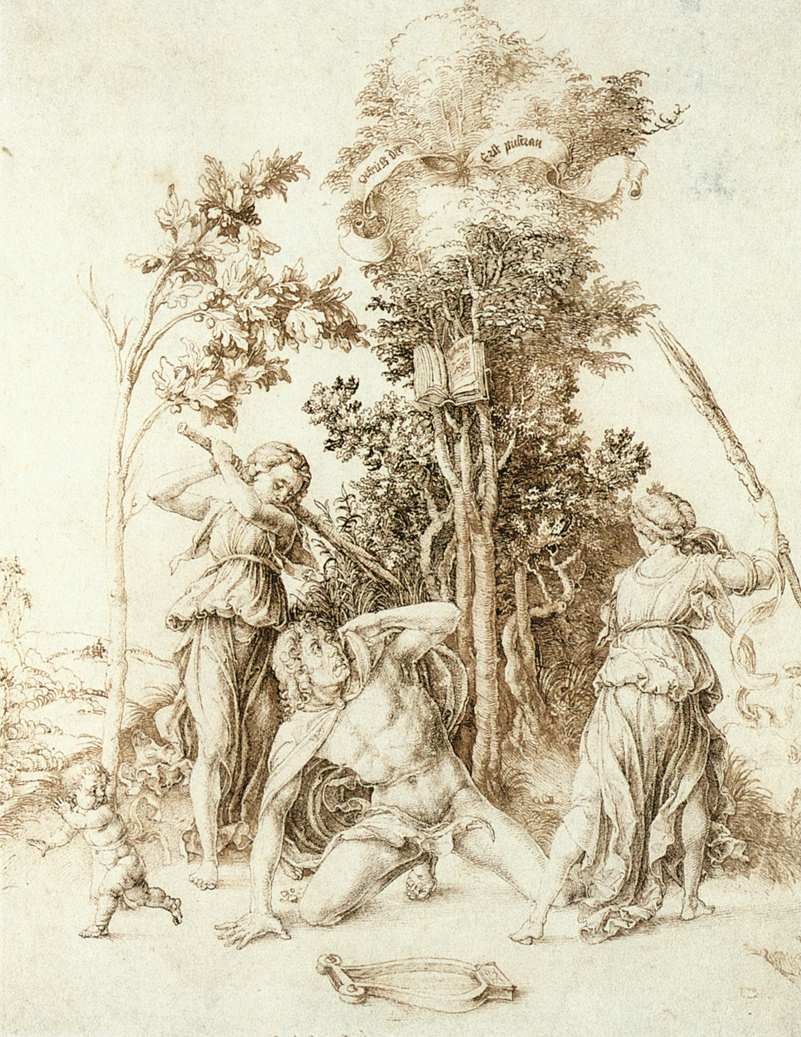
Orfei död av Albrecht Dürer.

Orfeus (klassisk grekiska: Ὀρφεύς) är den som fått representera musikkonsten och lyran inom den grekiska mytologin. Han var son till guden Apollon, solens, klarhetens och sångens gud, och musan Kalliope och kom ifrån Thrakien.

## Beskrivning
Orfeus var gift med den vackra nymfen Eurydike. Han spelade lyra och sjöng mycket vackert, så att de vilda djuren blev tama och floder stannade upp för att lyssna.
Legenden säger att Eurydike flydde från Aristaios, som hade starka känslor för henne och jagade henne. Hon råkade under sin flykt trampa på en giftorm, blev biten och dog. Orfeus sörjde och spelade musik så fylld av sorg, så att den fick gudar och nymfer att börja gråta. Orfeus beslöt sig för att återföra Eurydike till de levande och gav sig i väg mot dödsriket. När han kom fram övertalade han med hjälp av sin musik Hades och Persefone att tillåta Eurydike att få följa med honom tillbaka, på villkoret att han inte fick vända sig om och se på sin hustru, förrän de var uppe i dagsljuset igen. Eurydike var den första någonsin som tillåtits återvända från dödsriket.  När de nästan kommit fram, fylldes Orfeus av en så stark önskan att se sin vackra frus ansikte att han hastigt vände sig om, och fick då se sin Eurydike sjunka tillbaka till underjorden. Det var den sista gången han såg sin hustru. 
Förkrossad vandrade Orfeus omkring i Thrakiens skogar, sjungande klagosånger om sin hustru. Han blev attackerad av menader som slet honom i stycken. Och hans huvud flöt utför floden ut i havet, sjungande Eurydikes namn. Till slut strandade det på ön Lesbos, där det begravdes och ett orakel byggdes ovanpå graven. Hans lyra for upp till himlen och blev stjärnbilden Lyran.

Orfeus

## Orfeus i konsten
I den grekiska konsten förekommer Orfeus från 400-talet f. Kr. i skulptur och vasmålningar. En berömd relief i Neapel visar Orfeus av Hermes skild från Eurydike. Den kristna konsten upptog Orfeusmotivet, särskilt som "den gode herden", så redan i katakombernas målningar. Under renässansen illustrerades Orfeusmyten till exempel i skulptur av Luca della Robbia och i måleriet av Andrea Mantegna, i senare tid av Anselm Feuerbach.

### Orfeus i naturvetenskapen
- 3361 Orpheus, asteroid

- Theia, den hypotetiska himlakropp som antas ha kolliderat med jorden i solsystemets ungdom och gett upphov till månen, hade tidigare namnet Orpheus.

### Orfeus i filmen
- Orphée 1950, film regisserad av Jean Cocteau
- Orfeus testamente 1960, film regisserad av Jean Cocteau
- Orfeu Negro 1959, modern skildring regisserad av Marcel Camus

### Orfeus i musiken
- Orfeus och Eurydike (opera)
- L'Orfeo (opera)
- L'anima del filosofo (opera)
- Orfeus i underjorden (operett)
- Hadestown (musikal)

### Övrigt
- Orphei Drängar, manskör
- Orfeusgruppen, en skulpturgrupp av Carl Milles vid Stockholms konserthus.
- Orfism, typ av abstrakt konst
- Orficism,  mystisk grekisk religionsform.